# Димитър Атанасов (Крушево)
Димитър Иванов Атанасов е български революционер, деец на Вътрешната македоно-одринска революционна организация.

## Биография
Роден е в 1877 година в град Крушево. Присъединява се към ВМОРО и в 1900 година става четник в четата на Методи Стойчев. В 1902 година е арестуван по време на Крушевската афера заедно с четиримата си братя и е затворен в Битоля. Димитър Атанасов взима участие в Илинденско-Преображенското въстание в 1903 година и участва в сраженинята при казармата в Крушево. След това е десетар на група и касиер на околийския комитет до 1906 година. В същата 1906 година след убийство на виден турчин в съседство става нелегален и влиза в четата на Блаже Кръстев. По-късно се прехвърля в София. Получава амнистия в 1908 година след Хуриета и се завърща в родния си град. След като Крушево попада в Сърбия след Междусъюзническата война Димитър Атанасов в 1914 година е гонен от новите сръбски власти, тормозен и бит от сръбския войвода Боге Мойсов.
На 30 март 1943 година, като жител на София, подава молба за българска народна пенсия, която е одобрена и пенсията е отпусната от Министерския съвет на Царство България.
Умира на 20 юни 1944 година в София.